# Aldo Sofia
Aldo Sofia (1948) è un giornalista svizzero, è stato corrispondente da Roma e da Parigi per la RSI e collabora a diverse testate svizzere e italiane.

## Biografia
Cominciò a lavorare al Giornale del Popolo, prima come cronista poi come responsabile della pagina degli esteri, frequentando nel contempo la scuola di giornalismo di Milano. Negli anni Settanta ebbe inizio la collaborazione alla RSI; nel 1974 divenne il responsabile della redazione esteri radiofonica. Per la televisione, fra il 1984 e il 1995 condusse diversi programmi, fra cui “Centro”, “Tesi, Temi e Testimonianze” e “FAX”.
Dal 1995 al 2000 diresse il Telegiornale. Nel 2000, in seguito al riassetto dell'organigramma televisivo, divenne responsabile reportage e speciali nell'ambito del Dipartimento Informazione TSI. È stato corrispondente nel Vicino Oriente, in Libano e durante la guerra del Golfo. Fra il 2002 e il 2004 è stato presidente dell'ATG, l'Associazione ticinese dei giornalisti; un ruolo ricoperto prima di lui da Aldo Bertagni e dopo di lui da Maurizio Canetta.
Fra il 2004 e il 2006 è stato corrispondente europeo TSI a Parigi, prima di spostarsi a Roma. Nel 2005 è uscito il libro “La casa di vetro” di Theo Tschuy, tradotto con la collaborazione della moglie Vera Snabl Sofia (titolo originale “Carl Lutz und die Juden von Budapest”, NZZ Verlag, 1995). “La casa di vetro” divenne anche un documentario TSI, prodotto con la collaborazione di Enrico Pasotti e premiato nel 2005 come miglior film di categoria al Jewish Eye, festival mondiale del film ebraico di Beer Sheva (Israele).